# Westwerk

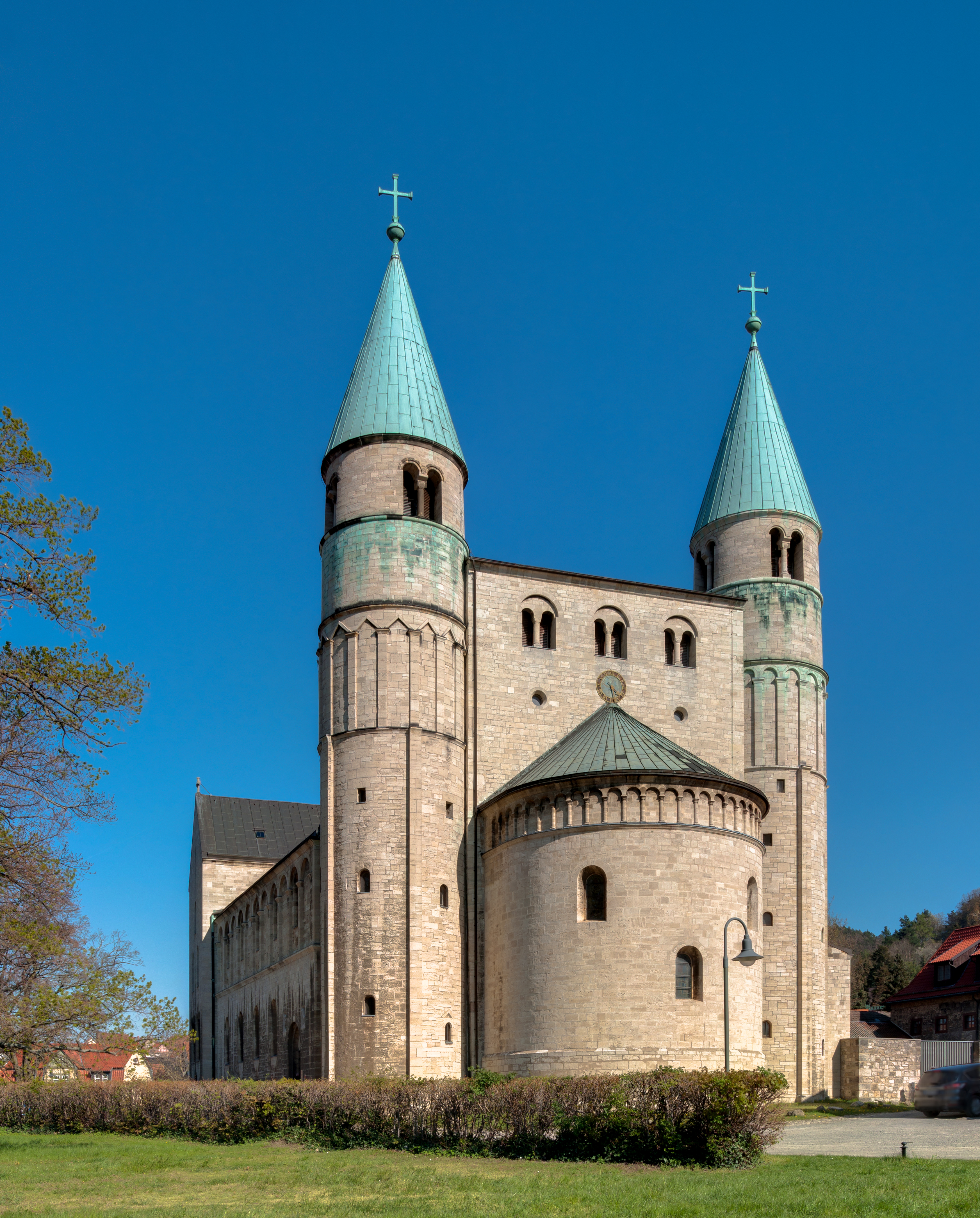
Westwerk kościoła w Gernrode, X wiek, przebudowany w XII i XIX wieku

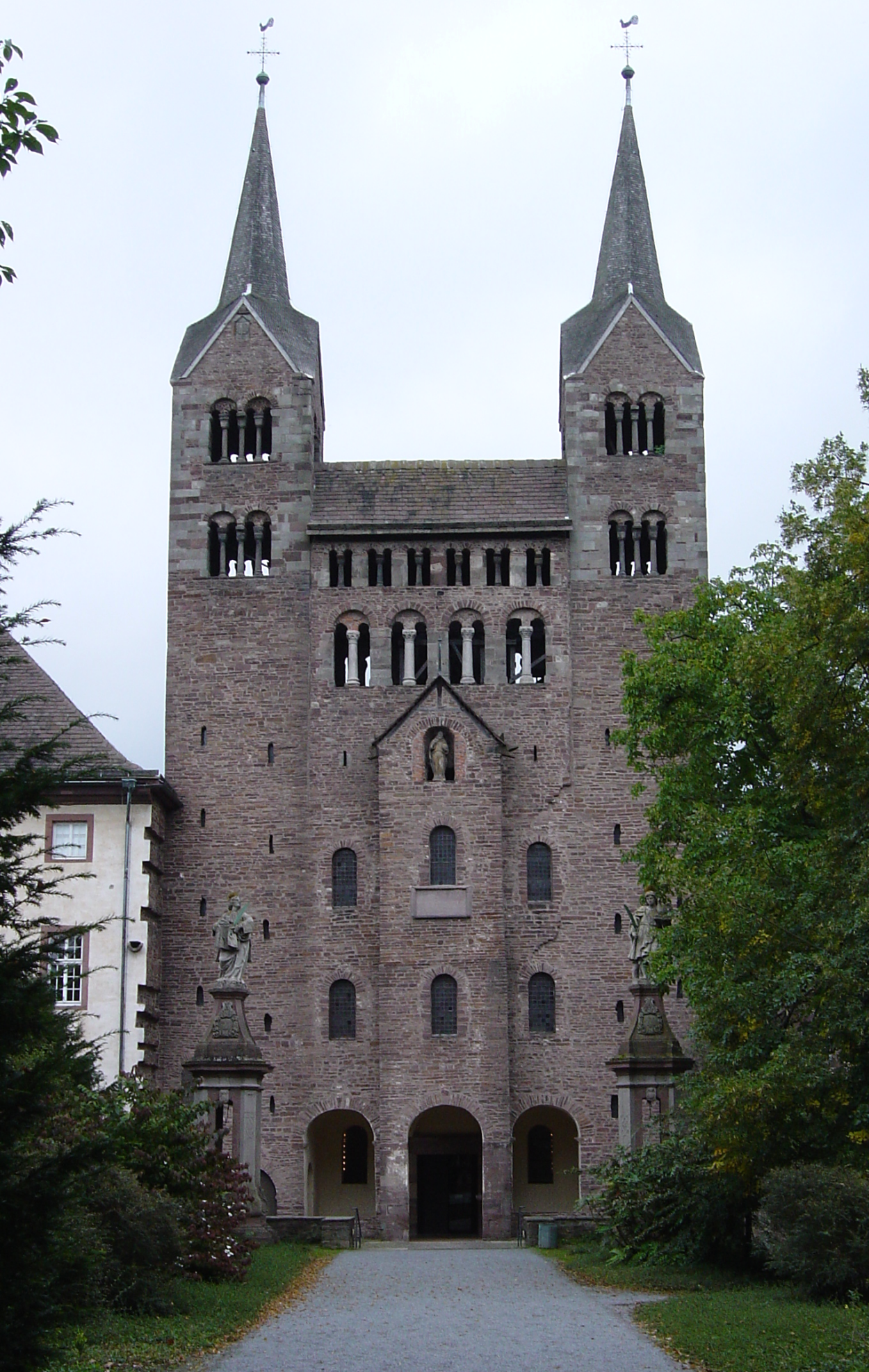
Westwerk kościoła w Corvey, IX w.

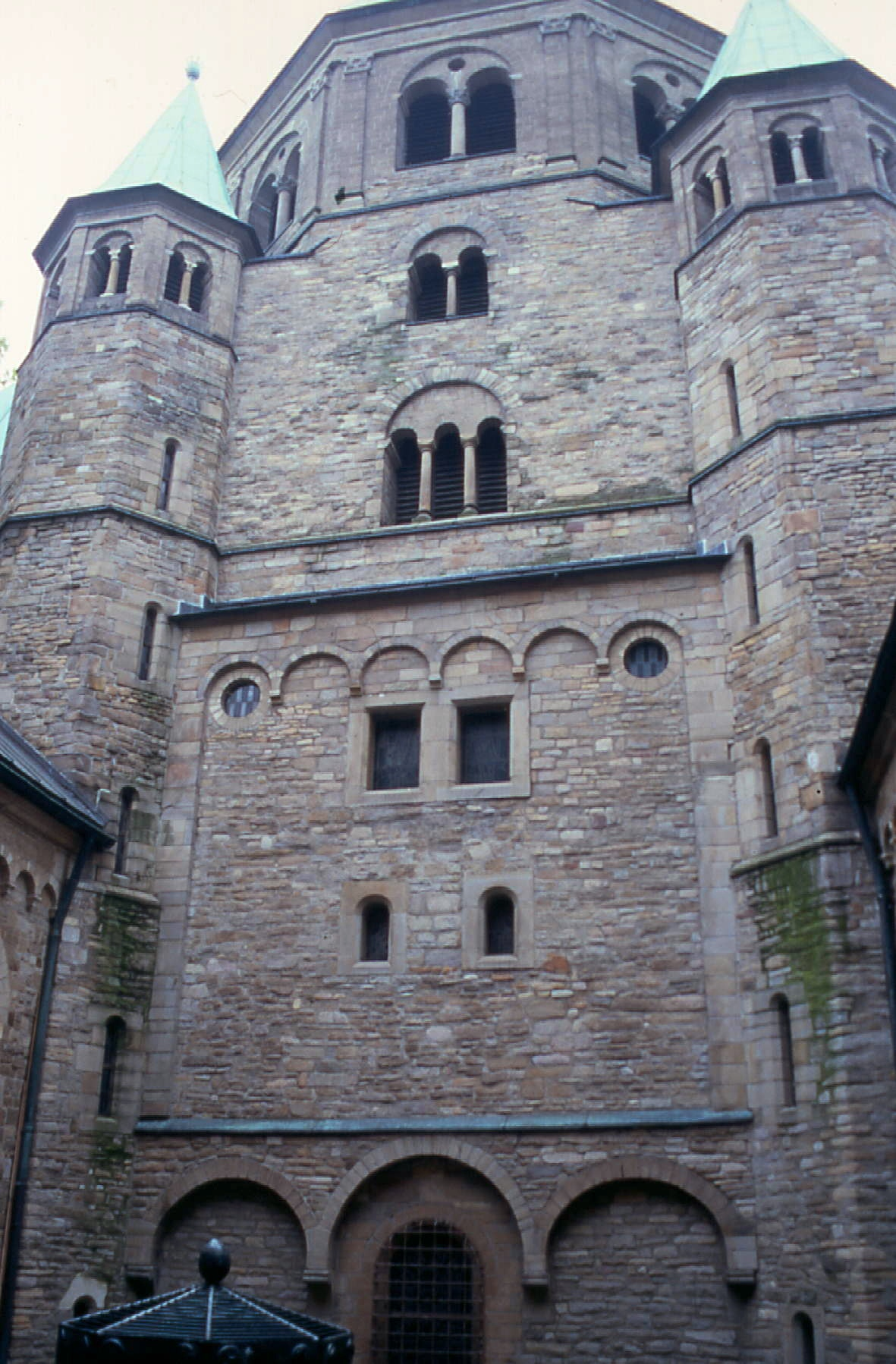
Westwerk katedry w Essen

Westwerk (niem., dosł. dzieło zachodnie, skrzydło zachodnie) – rozbudowana, umieszczona poprzecznie do nawy, zachodnia część bazyliki charakterystyczna dla architektury przedromańskiej. 
Westwerk wznoszono na ogół na planie kwadratu lub prostokąta. Umieszczano w nim kaplicę, w której odprawiano okolicznościowe nabożeństwa, udzielano chrztu. Górna część to empora otwierająca się arkadami do wnętrza kościoła, przeznaczona dla władcy, kleru (zakonników) biorących udział w odprawianych w bazylice mszach. Całość często wieńczyły jedna lub dwie wieże, do których prowadziły schody mieszczące się w narożach zachodnich. Środkowa część fasady westwerku wraz z portalem głównym była niekiedy wysunięta przed lico muru. Westwerk dostępny był z zewnątrz przez wejście portalowe.
Westwerk jako pierwszy pojawił się w kościołach antycznych w Syriii w niektórych kościołach w Hiszpanii.
Najstarszymi przykładami architektury z westwerkiem są położone na terenie dzisiejszych Niemiec kaplica pałacowa w Akwizgranie (786-800) oraz kościół opactwa Corvey (873-885).